# Josip Riđanović
Josip Riđanović, hrvaški geograf, * 28. oktober 1929, Muo, Črna gora, † 24. junij 2009, Muo.
Znan je bil po svojem delu na področju fizične geografije in kot najpomembnejši hrvaški hidrogeograf, član Mednarodnega hidrološkega programa.